# Узгоджувальний трансформатор
Узго́джувальний трансформа́тор (англ. matching transformer) — трансформатор, призначений для вмикання між двома колами з різними імпедансами з метою оптимізації потужності сигналу, що пересилається. Одночасно узгоджувальний трансформатор забезпечує створення гальванічної розв'язки між ділянками схем.
Узгоджувальні трансформатори поділяють на вхідні, вихідні та проміжні.

## Вхідні і проміжні трансформатори
Вхідні і проміжні (міжкаскадні) трансформатори повинні мати підвищену завадозахищеність. Найменшу чутливість до впливу зовнішніх магнітних полів мають трансформатори, зібрані на магнітопроводах стрижневого або тороїдального типу. Магнітопроводи вхідних і проміжних трансформаторів можуть бути як штампованими, так і стрічковими. Як матеріали магнітопроводів використовують пермалої (марки: 80НХС або 79НМ), а також сталь 3414 та ін.
Види обмоток та марки проводів, що застосовуються такі ж, як і для силових трансформаторів, однак діаметр дроту, габарити і маса таких трансформаторів є набагато меншими. Вхідні та проміжні трансформатори поміщають в металевий корпус або обпресовують пластмасою та встановлюють на друковану плату за допомогою «лапок» або безпосередньо паянням виводів з лудженого дроту діаметром 0,1…1,5 мм. Трансформатори зазвичай працюють без підмагнічування або при слабкому підмагнічуванні.

## Вихідні трансформатори
Вихідні трансформатори  застосовують в кінцевих каскадах, пристроях, які часто розсіюють більшу потужність, тому габарити їх менші ніж у силових, але більші від вхідних і проміжних. Вихідні трансформатори повинні мати мінімальні нелінійні спотворення трансформованого сигналу і забезпечувати нормальний тепловий режим. Більшу площу тепловіддачі має стрижневе осердя, проте в конструкціях вихідних трансформаторів використовують і броньові магнітопроводи. Матеріалами магнітопроводів (штампованих і стрічкових) служать холоднокатані електротехнічні сталі, а також пермалой марки 50НХС. Для потужних вихідних трансформаторів застосовують провідники з високоміцною ізоляцією із вініфлексу (марка: ПЭВТЛ) або скловолокна (марка: ПСДК). Трансформатори мають захисний металевий корпус або скобу-обойму. Кріплення їх здійснюють аналогічно до кріплення силових трансформаторів.
Особливістю вихідних трансформаторів є їх робота з підмагнічуванням і, як наслідок цього, наявність немагнітного зазору в магнітопроводі.